# Distrito Municipal de Fezile Dabi
Fezile Dabi es un distrito municipal en la provincia del Estado Libre (Sudáfrica).
Comprende una superficie de 21 301 km².
El centro administrativo es la ciudad de Sasolburg.

## Demografía
Según datos oficiales, en el 2007, contaba con una población total de 474 089 habitantes.